# ICE T
ICE T – niemiecki elektryczny zespół trakcyjny dużych prędkości, przystosowany do obsługi linii krętych.

## Eksploatacja
| Kraj    | Operator                     | Liczba | Oznaczenie    | Liczba członów |             |
| ------- | ---------------------------- | ------ | ------------- | -------------- | ----------- |
| Austria | Österreichische Bundesbahnen | 3      | Baureihe 4011 | 7              | [ 1 ] [ 2 ] |
| Niemcy  | Deutsche Bahn                | 29     | Baureihe 411  | 7              | [ 2 ]       |
| Niemcy  | Deutsche Bahn                | 11     | Baureihe 415  | 5              | [ 2 ]       |

1. 1 2  Deutsche Bahn sprzedały 3 składy 411 Österreichische Bundesbahnen, które oznaczyły je jako 4011